# هان ديكر
هان ديكر (بالهولندية: Han Dekker)‏ هو مجدف هولندي، (ولد في دلفت في هولندا 1913  م).

## وصلات خارجية
- هان ديكر على موقع الاتحاد الدولي للتجديف (الإنجليزية)
- هان ديكر على موقع أوليمبيديا (الإنجليزية)